# Antonio Gabriele Severoli

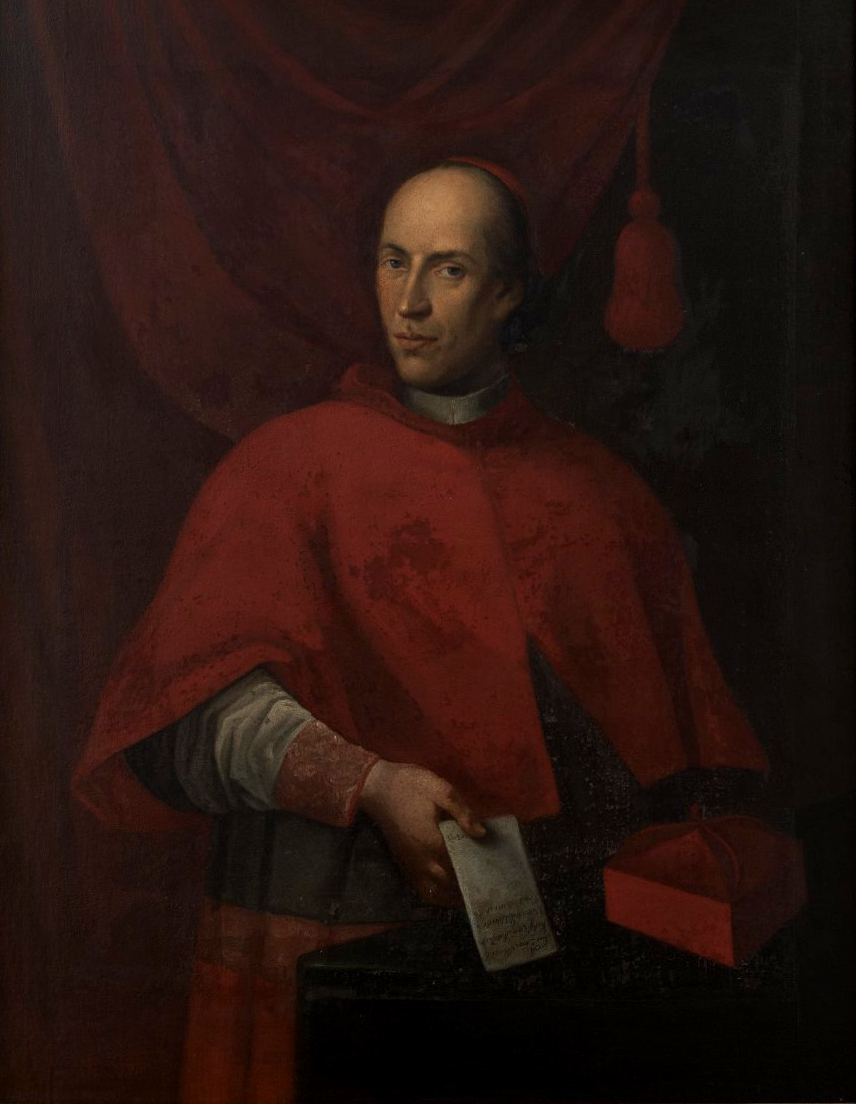
Antonio Kardinal Severoli

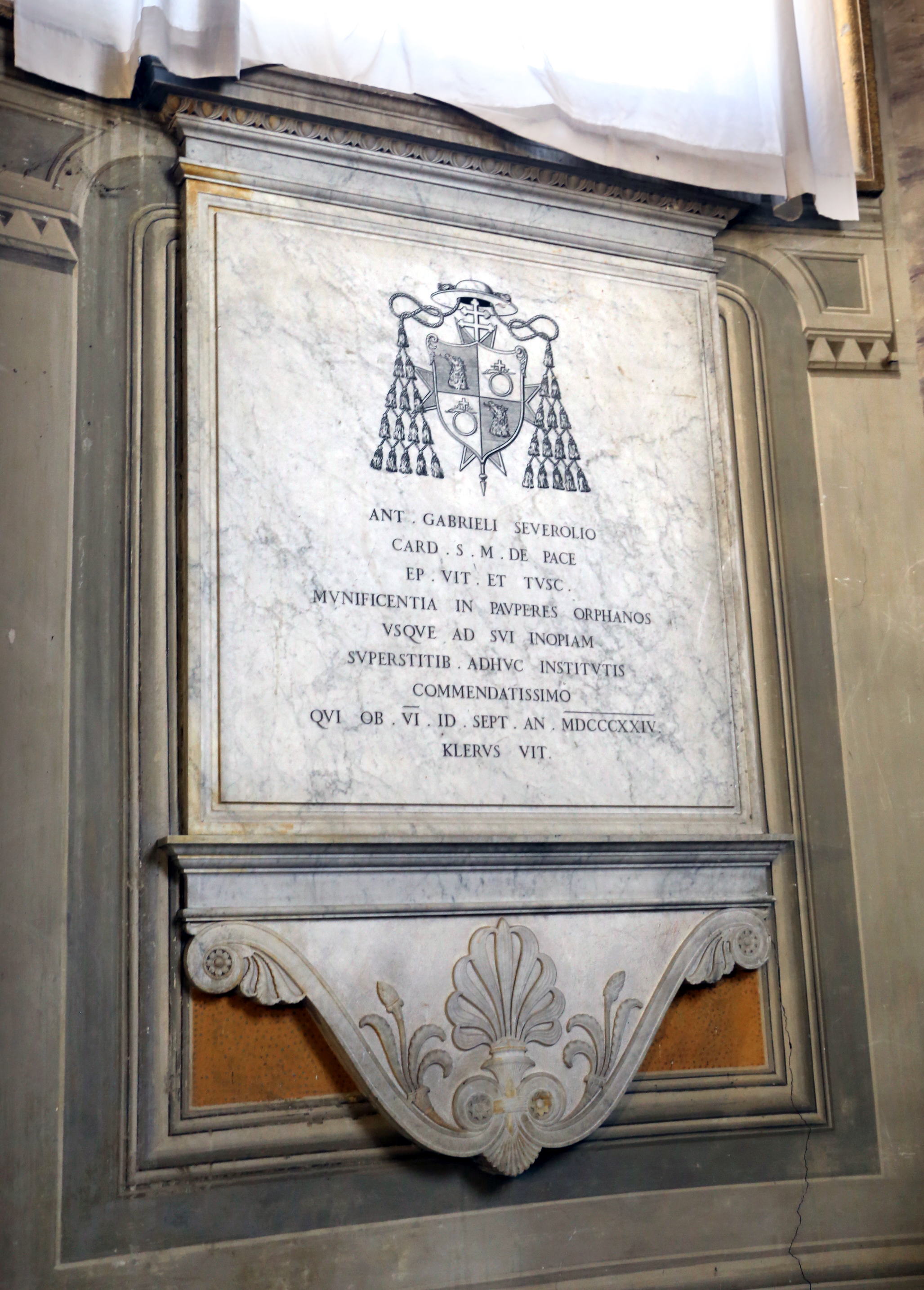
Gedenktafel mit dem Wappen des Kardinals (Dom von Viterbo)

Antonio Gabriele Severoli (* 28. Februar 1757 in Faenza; † 8. September 1824 in Rom) war ein italienischer Geistlicher und Kardinal der Römischen Kirche.

## Leben

### Herkunft und frühe Jahre
Er war der Sohn des Grafen Carlo Severoli und der Marquise Anna Dorotea Guidi aus Cesena. Die Severoli gehörten zu den vornehmsten Familien des Patriziates von Faenza und hatten vielfache familiäre Beziehungen zu Mitgliedern der römischen Kurie. So war ein Nicolô Severoli im letzten Viertel des 17. Jahrhunderts Konsistorialadvokat gewesen, und Antonio Gabriele Severolis Onkel mütterlicherseits Romoaldo Guidi, Vorsteher des Hospitals Santo Spirito und Sekretär der Kongregation für die Güterverwaltung, wurde von seinem Landsmann Pius VI. im Juni 1778 zum Kardinal erhoben.
Severoli besuchte das Jesuitenkolleg in Ravenna, später die Universität Modena und schließlich von 1776 bis 1779 die Akademie für den kirchlichen Adel. Bereits 1776 hatte Pius VI. ihn zum Päpstlichen Hausprälaten ernannt.

### Kirchliche Laufbahn
Am 18. Dezember 1779 empfing Antonio Gabriele Severoli die Priesterweihe. Er kehrte nach Faenza zurück, wo er Pfarrer an der Kirche San Bernardo wurde. Später war er Generalvikar des Bischofs Vitale Giuseppe de’ Buoi. Am 3. Februar 1787 wurde er von der Universität Cesena zum Doctor iuris utriusque promoviert.
Papst Pius VI. ernannte ihn am 23. April 1787 zum Bischof von Fano. Die Bischofsweihe spendete ihm am 13. Mai 1787 Kardinal Giovanni Carlo Boschi; Mitkonsekratoren waren Bischof Pier Luigi Galletti OSB sowie der Bischof von Faenza, Domenico Mancinforte. Im Juni 1798 wurde Antonio Gabriele Severoli von französischen Besatzungstruppen in den Ort Castrocaro im toskanischen Apennin verbannt. Erst im September des darauffolgenden Jahres konnte er nach Fano zurückkehren.
Papst Pius VII. begegnete er zum ersten Mal im Juni 1800 bei dessen Aufenthalt in Fano auf der Rückreise vom Konklave in Venedig. Im darauffolgenden Jahr, am 18. September 1801, wurde Antonio Gabriele Severoli zum Titularerzbischof von Petra in Palaestina erhoben, und der Papst ernannte ihn zum Nuntius in Wien. Er behielt jedoch das Bistum Fano, bis er am 11. Januar 1808 zum Bischof von Viterbo und Toscanella ernannt wurde. Während der napoleonischen Besetzung Roms blieb er in Wien und unterstützte in der Zeit der Restauration die Bestrebungen des Kardinalstaatssekretär Consalvi zur Wiederherstellung des Kirchenstaats.

### Kardinalat
Im Konsistorium vom 8. März 1816 wurde Antonio Gabriele Severoli zum Kardinalpriester erhoben. Den roten Hut erhielt er, nach seiner Rückkehr aus Wien, am 31. Juli 1817, und am 1. Oktober desselben Jahres wurde ihm Santa Maria della Pace als Titelkirche verliehen. Von 1823 bis 1824 war er Datar Seiner Heiligkeit. Er nahm am Konklave 1823 teil, das Papst Leo XII. wählte, und Giuseppe Kardinal Albani überbrachte das Veto Kaiser Franz’ I. von Österreich gegen eine Wahl Severolis.
Er starb am Fest Mariä Geburt 1824, nachdem er die Sakramente empfangen hatte, und wurde in der römischen Kirche Santa Maria sopra Minerva beigesetzt.